# Sefophe
Sefophe est une ville du Botswana.